# Kaple Panny Marie (Doksany)
Výklenková kaple Panny Marie v Doksanech u potoka Čepele (Čipelky) stojí na jižním okraji obce. Jedná se o drobnou barokní sakrální stavbu ze 2. čtvrtiny 18. století.

## Historie
Jejím autorem je snad Octavio Broggio. Opravena byl v roce 1931. V období komunistické totality byla poničena, po roce 2000 byla kaple opět opravena.

## Architektura
Kaple má pilíř s proláklým průčelím a trojúhelným štítkem. Po stranách se nacházejí vykrojená nároží mezi šikmo postavenými pilastry. V ose je výklenek s vysokým klenákem a proláklou římsičkou.